# Eunan O’Kane
Eunan Charles O’Kane (* 10. Juli 1990 in Derry, Nordirland) ist ein irischer ehemaliger Fußballnationalspieler, der von 2016 bis 2027 für die Republik Irland spielte. Zuvor spielte er für mehrere nordirische Juniorenteams. Er stand zwischen 2012 und 2016 beim AFC Bournemouth unter Vertrag, mit dem er 2013 in die zweite Liga und 2015 in die Premier League aufstieg.

## Vereinskarriere
O’Kane begann an der „Maiden City Soccer Academy“ mit dem Fußballspielen. 2007 wechselte er zum FC Everton und 2009 zum nordirischen Verein Coleraine FC, der in der IFA Premiership 2009/10 nach 33 Spielen als Siebter in den Abstiegsplayoffs spielen musste, dort aber als beste Mannschaft den Abstieg verhindern konnte. O’Kane wurde dabei in 13 Spielen zu Saisonbeginn eingesetzt und wechselte dann zum englischen  Viertligisten Torquay United. In England kam er in seiner ersten halben Saison zu 16 Einsätzen. In der zweiten Saison kam er auf 48 Einsätze und mit dem Verein als Siebter in die Aufstiegsplayoffs. Hier scheiterten sie im Finale am FC Stevenage. 2011/12 erreichten sie als Fünfte wieder die Aufstiegsplayoffs, scheiterten dann aber bereits im Halbfinale an Cheltenham Town.
O’Kane wechselte danach zum  englischen Drittligisten AFC Bournemouth, für den er zwar nur 37 Ligaspiele bestritt, aber als Vizemeister in die  zweite Liga aufstieg. In ihrer ersten Saison erreichten sie einen Mittelfeldplatz, 2014/15 gelang dann als Meister der Aufstieg in die Premier League. Dort konnten sie als 16. den Abstieg zurück in die 2. Liga vermeiden. O'Kane kam allerdings in den beiden letzten Spielzeiten nur zu elf bzw. 16 Ligaeinsätzen. Im FA Cup 2015/16 scheiterte er mit Bournemouth in der fünften Hauptrunde am Ligakonkurrenten FC Everton und im Ligapokal im Achtelfinale am FC Liverpool, wobei er da auf der Bank saß.
Zur Saison 2016/2017 wechselte er zum Zweitligisten Leeds United, wo er es in zwei Spielzeiten auf 56 Ligaspiele brachte.
Im August 2018 wurde er an den Drittligisten Luton Town verliehen, kam dort aber nur auf drei Einsätze, da er sich am 15. September im Spiel gegen die Bristol Rovers einen doppelten Beinbruch zuzog.
Ende Januar 2020 heuerte er ein weiteres Mal bei Luton Town an, mit einem Vertrag bis zum Ende der Spielzeit 2020/21.

## Nationalmannschaft
O’Kane durchlief die nordirischen Juniorenteams bis zur U-21 und spielte u. a. im September 2008 in der Qualifikation für die U-21-EM 2009 gegen Deutschland, wobei er auf die späteren U-21-Europameister und Weltmeister Mats Hummels, Toni Kroos, Sami Khedira und Mesut Özil traf. 2011 entschied er sich dann zukünftig für die Republik Irland zu spielen. 2012 bestritt er dann für die irische U-21 die letzten vier Spiele in der Qualifikation für die U-21-EM 2013. Nach einer 0:1-Niederlage gegen die Türkei im vorletzten Spiel hatten die Iren aber keine Chance mehr sich zu qualifizieren. Im letzten Spiel konnten sie dann aber noch Gruppensieger Italien die einzige Niederlage beibringen.
Im September 2015 wurde er in den provisorischen Kader von 40 Spielern für die EM-Qualifikationsspiele gegen Deutschland und Polen berufen. Er behielt seinen Platz im Kader auch als dieser auf 27 Spieler reduziert wurde. Beim ersten Pflichtspielsieg der Iren gegen Deutschland am 8. Oktober saß er dann auf der Bank. In den folgenden Spielen, in denen sich Irland für die EM-Endrunde qualifizierte, wurde er dann nicht berücksichtigt. Erst danach kam er am 25. März beim 1:0 im Freundschaftsspiel gegen die Schweiz zu einem halbstündigen Einsatz. Vier Tage später stand er dann gegen die Slowakei in der Startelf, wurde aber nach 67 Minuten ausgewechselt.
Am 12. Mai 2016 wurde er von Nationaltrainer Martin O’Neill in das vorläufige 35 Spieler umfassende Aufgebot für die EM berufen. Er wurde danach noch in zwei Testspielen eingesetzt aber letztlich nicht für die EM-Endrunde berücksichtigt.
In der nach der EM begonnenen Qualifikation zur Fußball-Weltmeisterschaft 2018 hatte er nur einen vierminütigen Kurzeinsatz beim 3:1-Sieg in der Republik Moldau. Als Zweite hinter Serbien waren die Iren für die Play-offs der besten Gruppenzweiten qualifiziert. Hier trafen sie auf die Dänen. Nach einem torlosen Remis in Dänemark verloren sie das Heimspiel mit 1:5. Er hatte aber 2017 nur noch zwei kürzere Einsätze in Freundschaftsspielen.

## Erfolge
- Zweitligameister 2014/15

## Auszeichnungen
2012: Aufnahme ins PFA Team of the Year der League Two